# Marokkó az 1984. évi nyári olimpiai játékokon
Marokkó az egyesült államokbeli Los Angelesben megrendezett 1984. évi nyári olimpiai játékok egyik részt vevő nemzete volt. Az országot az olimpián 6 sportágban 34 sportoló képviselte, akik összesen 2 érmet szereztek.

## Érmesek
| Érem  | Versenyző           | Sportág  | Versenyszám   |
| ----- | ------------------- | -------- | ------------- |
| Arany | Szaíd Avíta         | Atlétika | Férfi 5000 m  |
| Arany | Nawal El-Moutawakel | Atlétika | Női 400 m gát |

## Atlétika
Férfi
| Versenyző           | Versenyszám | Előfutam | Előfutam | Előfutam | Negyeddöntő | Negyeddöntő | Negyeddöntő | Elődöntő | Elődöntő | Elődöntő | Döntő    | Döntő    |
| Versenyző           | Versenyszám | Idő      | Hely.    | Össz.    | Idő         | Hely.       | Össz.       | Idő      | Hely.    | Össz.    | Idő      | Helyezés |
| ------------------- | ----------- | -------- | -------- | -------- | ----------- | ----------- | ----------- | -------- | -------- | -------- | -------- | -------- |
| Faouzi Lahbi        | 800 m       | 1:47,81  | 2.       | 30.      | 1:45,67     | 5.          | 9.          | kiesett  | kiesett  | kiesett  | kiesett  | kiesett  |
| Faouzi Lahbi        | 1500 m      | 3:47,54  | 6.       | 32.      |             |             |             | kiesett  | kiesett  | kiesett  | kiesett  | kiesett  |
| Szaíd Avíta         | 5000 m      | 13:45,66 | 4.       | 6.       |             |             |             | 13:28,39 | 1.       | 1.       | 13:05,59 |          |
| Nawal El-Moutawakel | 400 m gát   | 56,49    | 1.       | 3.       |             |             |             | 55,65    | 3.       | 4.       | 54,61    |          |

## Birkózás
Kötöttfogású
| Versenyző            | Versenyszám | Vigaszágas kiesés                                                                                     | Vigaszágas kiesés | 5. helyért        | Bronz- mérkőzés   | Döntő             | Helyezés    |
| Versenyző            | Versenyszám | Ellenfél Eredmény                                                                                     | Hely.             | Ellenfél Eredmény | Ellenfél Eredmény | Ellenfél Eredmény | Helyezés    |
| -------------------- | ----------- | --- | ----------------- | ----------------- | ----------------- | ----------------- | ----------- |
| Abdel Malek El-Aouad | 48 kg       | B csoport · Cson Dedzse (Jeon Dae-Je) (KOR) · kétvállas · a 2. fordulóban nem indult                  | 6.                | kiesett           | kiesett           | kiesett           | helyezetlen |
| Ali Lachkar          | 57 kg       | A csoport · Etó Maszaki (JPN) · 4–8 · Babis Kholidis (GRE) · 0–2                                      | 7.                | kiesett           | kiesett           | kiesett           | helyezetlen |
| Brahim Loksairi      | 62 kg       | B csoport · Herbert Nigsch (AUT) · 12–7 · Oszanai Szeiicsi (JPN) · 5–13 · Hannu Lahtinen (FIN) · 0–14 | 7.                | kiesett           | kiesett           | kiesett           | helyezetlen |
| Saïd Souaken         | 68 kg       | A csoport · Ştefan Negrişan (ROU) · 3–7 · a 2. fordulóban erőnyerő · Dietmar Streitler (AUT) · 5–7    | 5.                | kiesett           | kiesett           | kiesett           | helyezetlen |
| Abdel Aziz Tahir     | 74 kg       | B csoport · Karlo Kasap (YUG) · 3–13 · Mohamed Hamad (EGY) · pontozással                              | 6.                | kiesett           | kiesett           | kiesett           | helyezetlen |

## Cselgáncs
| Versenyző           | Versenyszám | Csoport | Selejtező         | 32-es főtábla                 | Nyolcaddöntő             | Negyeddöntő       | Elődöntő          | Vigaszág nyolcaddöntő | Vigaszág negyeddöntő | Vigaszág elődöntő | Bronz- mérkőzés   | Döntő             | Helyezés |
| Versenyző           | Versenyszám | Csoport | Ellenfél Eredmény | Ellenfél Eredmény             | Ellenfél Eredmény        | Ellenfél Eredmény | Ellenfél Eredmény | Ellenfél Eredmény     | Ellenfél Eredmény    | Ellenfél Eredmény | Ellenfél Eredmény | Ellenfél Eredmény | Helyezés |
| ------------------- | ----------- | ------- | ----------------- | ----------------------------- | ------------------------ | ----------------- | ----------------- | --------------------- | -------------------- | ----------------- | ----------------- | ----------------- | -------- |
| Abdel Hamid Slimani | Légsúly     | B       |                   | Michel Estephan (LIB) · GY    | Felice Mariani (ITA) · V | kiesett           | kiesett           |                       |                      |                   |                   |                   | 12.      |
| Mohamed Maach       | Váltósúly   | B       | erőnyerő          | Jules-Albert Ndemba (CMR) · V | kiesett                  | kiesett           | kiesett           |                       |                      |                   |                   |                   | 20.      |
| Hamza Doublali      | Középsúly   | B       |                   | José Fuentes (PUR) · GY       | Ben Spijkers (NED) · V   | kiesett           | kiesett           |                       |                      |                   |                   |                   | 12.      |

## Kerékpározás

### Országúti kerékpározás
Férfi
| Versenyző          | Versenyszám   | Idő              | Helyezés      |
| ------------------ | ------------- | ---------------- | ------------- |
| Mustapha Najjari   | Mezőnyverseny | 5:22:27 (+22:30) | 54.           |
| Mustapha Afandi    | Mezőnyverseny | nem ért célba    | nem ért célba |
| Brahim Ben Bouilla | Mezőnyverseny | nem ért célba    | nem ért célba |
| Ahmed Rhail        | Mezőnyverseny | nem ért célba    | nem ért célba |

## Labdarúgás
| Marokkói férfi labdarúgócsapat-játékoskeret | Marokkói férfi labdarúgócsapat-játékoskeret                                                                                   |
| --- | --- |
| - Abdelmajid Dolmy - Abdelmadzsíd Lamrísz - Abdeszlám el-Gríszí - Driss Mouttaqui - Badou Ezaki - Hamid Janina - Hassan Hanini - Khalid El-Bied | - Lahszen Údáni - Mohammed Timúmi - Musztafa El-Bjáz - Mustafa El Haddaoui - Musztafa Miri - Núr ed-Dín Bújahjví - Saad Dahan |

### Eredmények
Csoportkör
C csoport
| Csapat             | M | Gy | D | V | Rg | Kg | Gk | P |
| ------------------ | - | -- | - | - | -- | -- | -- | - |
| Brazília (BRA)     | 3 | 3  | 0 | 0 | 6  | 1  | +5 | 6 |
| NSZK (FRG)         | 3 | 2  | 0 | 1 | 8  | 1  | +7 | 4 |
| Marokkó (MAR)      | 3 | 1  | 0 | 2 | 1  | 4  | –3 | 2 |
| Szaúd-Arábia (KSA) | 3 | 0  | 0 | 3 | 1  | 10 | –9 | 0 |

| 1984. július 30. 19:30 |

| NSZK (FRG)          | 2–0               | Marokkó (MAR) |
| ------------------- | ----------------- | ------------- |
| Rahn 43' Brehme 52' | (1–0) Jegyzőkönyv |               |

| Stanford Stadium, Palo Alto Nézőszám: 23 228 Játékvezető: Tony Evangelista (kanadai) |

| 1984. augusztus 1. 19:00 |

| Marokkó (MAR) | 1–0               | Szaúd-Arábia (KSA) |
| ------------- | ----------------- | ------------------ |
| Miri 72'      | (0–0) Jegyzőkönyv |                    |

| Rose Bowl, Pasadena Nézőszám: 36 909 Játékvezető: Edvard Sostarić (jugoszláv) |

| 1984. augusztus 3. 19:00 |

| Marokkó (MAR) | 0–2               | Brazília (BRA)     |
| ------------- | ----------------- | ------------------ |
|               | (0–0) Jegyzőkönyv | Dunga 64' Kita 70' |

| Rose Bowl, Pasadena Nézőszám: 49 355 Játékvezető: Arminio Victoriano Sánchez (spanyol) |

| Csapat        | Helyezés |
| ------------- | -------- |
| Marokkó (MAR) | 9.       |

## Ökölvívás
| Versenyző       | Versenyszám   | Selejtező                    | 32-es főtábla                | Nyolcaddöntő                   | Negyeddöntő       | Elődöntő          | Döntő             | Helyezés |
| Versenyző       | Versenyszám   | Ellenfél Eredmény            | Ellenfél Eredmény            | Ellenfél Eredmény              | Ellenfél Eredmény | Ellenfél Eredmény | Ellenfél Eredmény | Helyezés |
| --------------- | ------------- | ---------------------------- | ---------------------------- | ------------------------------ | ----------------- | ----------------- | ----------------- | -------- |
| Mahjoub M'jirih | Papírsúly     |                              | Agapito Gómez (ESP) · 2:3    | kiesett                        | kiesett           | kiesett           | kiesett           | 17.      |
| Mustapha Fadli  | Könnyűsúly    | Hernán Gutiérrez (COL) · 1:4 | kiesett                      | kiesett                        | kiesett           | kiesett           | kiesett           | 33.      |
| Hassan Lahmar   | Kisváltósúly  | erőnyerő                     | Stefan Sjöstrand (SWE) · RSC | kiesett                        | kiesett           | kiesett           | kiesett           | 17.      |
| Abdellah Tibazi | Nagyváltósúly | erőnyerő                     | Maxime Mehinto (BEN) · 5:0   | Christopher Kapopo (ZAM) · 2:3 | kiesett           | kiesett           | kiesett           | 9.       |

RSC – a mérkőzésvezető megállította a mérkőzést